# Maladera schereri
Maladera schereri är en skalbaggsart som beskrevs av Frey 1975. Maladera schereri ingår i släktet Maladera och familjen Melolonthidae. Inga underarter finns listade i Catalogue of Life.